# Isabel de Sá
Isabel de Sá (Esmoriz, 8 de Setembro de 1951) é uma artista plástica e escritora portuguesa.

## Biografia
Isabel de Sá nasceu em Esmoriz a 8 de Setembro de 1951. Frequentou a Faculdade de Belas-Artes da Universidade do Porto, onde concluiu o curso de Artes Plásticas/Pintura. Exerceu a profissão de professora. Inaugurou a primeira exposição em 1977, nas galerias Dois e Alvarez, no Porto, onde passaria a residir.
Em 1979 editou o primeiro livro de poemas com o título Esquizo Frenia, pela editora &etc, com desenhos e capa de Graça Martins. A partir de então, inauguraria inúmeras exposições individuais em galerias essencialmente em Lisboa e Porto, entre as quais a Galeria Árvore do Porto (1979, 1980, 1983, 1987, 1990, 1993), a Galeria Opinião de Lisboa (1978, 1979, 1980), na Labirintho do Porto (1992). Das suas exposições mais recentes destacam-se Das Trevas para a Luz em 2003 na Galeria São Mamede em Lisboa e, no Porto, O Rosto do Mundo na Galeria Símbolo em 2005, The Love Box na Galeria Solar de Santo António em 2007 e em 2011 Elementos Naturais e Outros Figurantes na Galeria Porto Oriental. Entretanto, publicou também vários livros de poesia, que se encontram reunidos no volume Repetir o Poema de 2005.
Isabel de Sá teve também forte actividade cultural, de que se destaca a edição das revistas Colagem em 1980 e Serpente em 1983, os livros Palavras e Amor, Luxúria e Morte em 1984 e ainda a revista Brilho no Escuro em 2009 e 2010, ligada a nomes da literatura e das artes plásticas como Miguel Serras Pereira, Eduarda Chiote, Maria Teresa Horta, Maria Graciete Besse, Mário Cláudio, Eugénio de Andrade, Helga Moreira, Regina Guimarães, valter hugo mãe, Rosa Alice Branco, Graça Martins, entre outros. Além destas publicações, Isabel de Sá tem também colaboração em várias outras: na página de cultura do JN, Diário de Lisboa, Diário Popular, Poetas do Café, Raíz e Utopia, Sema, Hífen, Colóquio/Letras, Cadernos de Serrúbia, Relâmpago e Limiar. Está ainda incluída em várias antologias como Poesia Contemporânea (México), A Ideia, Poemas de Amor, Vozes e Olhares no Feminino: Porto 2001, Europe Plurilingue- Vozes do Fim do Século XX.
Está representada na 16ª edição da História da literatura portuguesa de António José Saraiva e Óscar Lopes, no Dicionário de Literatura Portuguesa, 1ª edição de Álvaro Manuel Machado e no vol. 7 sobre correntes contemporâneas da História da literatura portuguesa de Óscar Lopes e Maria de Fátima Marinho.
Sobre a sua pintura, escreve a crítica de arte Laura Castro: A actividade de Isabel de Sá, iniciada publicamente em 1977 (...) apresenta traços que remetem para a nova figuração e o neo-expressionismo que a arte internacional então atravessa. Sem necessidade de apelar a citações declaradas e a apropriações eruditas e cultas, recorrendo mais frequentemente à incorporação de memória pessoal e de matéria crítica, Isabel de Sá inscreve-se nessa linguagem da figuração violenta de um tempo interior em que o feio e o difícil ocupam lugar de evidência. (...) Apesar da presença de lembrança individual e do imediatismo de certas soluções, não se vislumbra nesta obra o que quer que seja, de automatismo psíquico. A expressão imediata é sempre consciente e burilada e, ainda que o carácter secreto de alguns motivos se pareça impor a par do onirismo dominante, esse secretismo corresponde mais a uma intenção artística do que a meandros psicoanalíticos que são uma tentativa óbvia para quem os observa. Não se espera dos observadores que sejam tão óbvios.
No sétimo volume da História da literatura portuguesa (dirigida por Óscar Lopes e Maria de Fátima Marinho) escreve sobre a poesia de Isabel de Sá o escritor e crítico Fernando Pinto do Amaral: é autora de uma obra estranha e muito pessoal recheada de situações-limite em que ressaltam os fantasmas associados a uma sexualidade peculiarmente habitada por figuras como as de raparigas, crianças ou adolescentes de onde irradia magnificamente uma beleza misteriosa e por isso terrivelmente sedutora. (...) Menos presa a esse «ciclo iniciático de memórias e abismos» está uma outra face que equivale a outra fase da obra de Isabel de Sá: rasurando a maior veemência metafórica, a poesia passa a girar em torno dos insolúveis problemas da sua teorização como escrita, interpelada nesse «inferno onde permanecem as palavras» e condenadas às circunvoluções psicológicas de um eu fragmentado e imbuído de uma vertiginosa tentação para se desconstruir a si mesmo, não exactamente à maneira de Pessoa, mas em todo o caso apto a descortinar nos versos o reverso e o avesso da sua consciência. De toda essa obsessiva e labiríntica reflexão ressaltam a perda de identidade provocada pela experiência poética e um incolmatável fosso que se abre entre as palavras, o corpo e o espírito levando a que a loucura se imiscua na escrita e a contagie como um gérmen de desconfiança perante si mesma.
Ainda sobre a sua poesia, a escritora e ensaísta Maria Graciete Besse escreve que o universo de Isabel de Sá desenha uma busca que se reveste de uma grande coerência. A presença da morte é um tema obsessivo, ligado à emergência do erótico e às reminiscências da infância. Recusando a harmonização, o enunciado inaugura quase sempre uma trajectória feita de sedimentos luminosos e trágicos que veiculam os sinais de uma memória da corrosão, afirmando-se como uma poética da desordem. Como justamente observou Manuel Frias Martins, a poesia de Isabel de Sá é «vertigem feita de desencantos, torpores e inquetações». Visto que «sem beleza não se aguenta estar vivo», como afirma a autora, a busca fundamental centra-se na fragmentação do real, na exploração do sentido mediador de um mundo imaginário cuja arquitectura interior reflecte as pequenas cosmogonias de um ser fulgurante e retirado, susceptível de criar o absolutamente Belo, a que não é alheio um gosto pronunciado pelo horrível. Os textos poéticos de Isabel de Sá organizam-se quase sempre a partir de uma dialéctica entre identidade e alteridade, vivendo da distância criada através das cores (não nos esqueçamos de que a autora é também pintora e ilustradora dos seus poemas), dos movimentos e das formas de um espaço onírico de abismo iluminado, onde a morte se abraça à infância e ao amor, para traduzir a recusa absoluta do mundo. O Festim das Serpentes Novas (1982) ilustra perfeitamente esta denegação. A morte surge aí como figura acariciante, elemento participante da infância, ligada à descoberta das coisas e dos seres, na vertigem da destruição, inocente e ácida, aceite como verdade inalterável (...)

## Exposições Individuais
- 1977- Galeria Dois, Porto/ Galeria Alvarez, Porto
- 1978- Galeria Opinião, Lisboa
- 1979- Galeria Opinião, Lisboa/ Galeria Árvore, Porto
- 1980- Galeria Árvore, Porto/ Galeria Opinião, Lisboa
- 1983- Galeria Espaço A- Clube 50, Lisboa/ Galeria Árvore, Porto
- 1986- Galeria Espaço A- Clube 50, Lisboa
- 1987- Galeria Árvore, Porto/ Galeria Barca d´Artes, Viana do Castelo/ Galeria Templo do Gato, Lisboa
- 1988- Galeria Augusto Gomes, Matosinhos
- 1990- Galeria Árvore, Porto
- 1992- Galeria Labirintho, Porto
- 1993- Galeria Árvore, Porto
- 2002- 25 Anos de Pintura (em conjunto com Graça Martins), Galeria Alvarez, Porto
- 2003- Das Trevas Para a Luz, Galeria São Mamede, Lisboa
- 2005- O Rosto do Mundo, Galeria Símbolo, Porto
- 2007- O Triunfo da Natureza, Galeria Símbolo, Porto
- 2008- The Love Box, Galeria Solar de Santo António, Porto
- 2011- A Imagem Coisa Primordial, Galeria João Pedro Rodrigues, Porto
- 2012- Elementos Naturais e Outros Figurantes, Galeria Porto Oriental, Porto

## Exposições Colectivas (selecção)
- 1983- I Bienal de Chaves, Chaves (Laureada com o primeiro prémio)
- 1984- Lagos 84, Lagos
- 1985- Um Rosto Para Fernando Pessoa, Centro de Arte Moderna, Lisboa
- 1986- Kunstlergruppe, Galeria T3, Mannheim (Alemanha)
- 1987- III Bienal de Chaves
- 1988- 25 Anos/ 44 Artistas, Galeria Árvore, Porto
- 2000- Cerveira 2000 Arte Contemporânea, Vila Nova de Cerveira
- 2001- Euro-World, Franquefurte (Alemanha)
- 2002- VII Bienal de Artes Plásticas, Cidade de Montijo -Prémio Vespeira, Montijo
- 2012- Quarta Exposição Arte Urbana, Porto